# Noot Seear
Renata Seear, bolje poznana pod psevdonimom Noot Seear, kanadska televizijska ter filmska igralka in fotomodel, *5. oktober 1983, Vancouver, Kanada.

## Zgodnje in osebno življenje
Noot Seear se je kot Renata Seear rodila 5. oktobra 1983 v Vancouverju, Kanada, staršev z nemškimi koreninami.
V prostem času uživa v jahanju konjev ter bordanju. Na levi roki ima tatu.

## Kariera

### Kariera fotomodela
Noot Seear je bila odkrita med nakupovanjem pri komaj trinajstih letih. Za tem je začela s kariero kar takoj in v letu 1996 je veliko pozirala v domačem mestu. Leta 1997 pa se je takrat s štirinajstimi leti preselila v New York in začela delati na karieri. Septembra istega leta je nastopila v Newyorškem tednu mode, kjer je zastopala agencije Calvin Klein, Daryl K in Ralph Lauren.
Med kariero je delala za modne agencije, kot so Balenciaga, Lanvin, Karl Lagerfeld, Alexander Wang, Proenza Schouler, Ralph Lauren, Diane von Furstenberg, Givenchy, Chanel in Alexander McQueen, med drugim pa je promovirala tudi Elle Germany, Amica (Italty), D (Italty) in Vogue Nippon, fotografirali pa so jo tudi znani fotografi, kot so Patrick Demarchelier, Mario Sorrenti in Paolo Roversi.

### Igralska kariera
S svojo igralsko kariero je začela leta 1999 in sicer v kanadski televizijski seriji Cold Squad, nadaljevala pa jo je leta 2001 v filmu Head Over Heels.
Leta 2006 je igrala v televizijski seriji Whistler, leta 2007 pa v televizijski seriji Kaya.
Letos je v kinematografe prišel film Mlada luna, kjer je Noot Seear dobila vlogo vampirke Heidi.

## Filmografija
| Leto | Naslov          | Vloga                  | Opombe                           |
| ---- | --------------- | ---------------------- | -------------------------------- |
| 2009 | Mlada luna      | Heidi                  |                                  |
| 2007 | Kaya            | Poljubljajoči se model | Epizoda »Sympathy for the Devil« |
| 2006 | Whistler        | Holy                   | Epizoda »Scratching the Surface« |
| 2001 | Head Over Heels | KC Dekle               | Film                             |
| 1999 | Cold Squad      | Cindy                  | Epizoda »Dead End«               |